# النصيرات (غزة)
النصيرات هي مدينة فلسطينية، من بلديات محافظة دير البلح، تقع إلى الشمال من مدينة دير البلح وسط قطاع غزة. وهي من المناطق التي احتلتها إسرائيل خلال حرب 1967. تُدار بواسطة مجلس بلدي النصيرات، وتتبع لها منطقة مخيم النصيرات إلى الجنوب من المدينة.

## التاريخ

### حرب 1967
وقعت النصيرات تحت الاحتلال الإسرائيلي بعد حرب 1967.

### السلطة الفلسطينية
بعد تأسيس السلطة الوطنية الفلسطينية عام 1994 نتيجةً لاتفاق السلام بين منظمة التحرير الفلسطينية وإسرائيل عام 1993، تسلمتها السلطة الفلسطينية ووضعتها تحت سيطرتها المدنية والأمنية.

### حرب غزة 2023
خلال الحرب الإسرائيلية على قطاع غزة 2023–2024، اغتالت إسرائيل رئيس بلدية النصيرات في 6 يونيو 2024 إياد مغاري.

## السكان
بلغ عدد سكان البلدة عام 2017 حوالي (54,851) نسمة وفق الجهاز المركزي للإحصاء الفلسطيني.

## رؤساء البلدية
| الرقم | الاسم                      | تاريخ البدء   | تاريخ الانتهاء |
| ----- | -------------------------- | ------------- | -------------- |
| 1     | شعبان علي المزرعاوي        | نوفمبر 1976   | مايو 1978      |
| 2     | حسن عبد الله فرج الله      | يونيو 1978    | يونيو 1982     |
| 3     | شعبان علي المزرعاوي        | يوليو 1982    | يونيو 1987     |
| 4     | شحادة حسن العبويني         | يونيو 1987    | مايو 1988      |
| 5     | عبد الله موسى الخالدي      | 1 أكتوبر 1996 | 28 أغسطس 2008  |
| 6     | محمد يوسف أبو شكيان        | سبتمبر 2008   | ديسمبر 2016    |
| 7     | محمد يوسف أبو شكيان        | يناير 2017    | مارس 2020      |
| 8     | إياد أحمد عبد العزيز مغاري | 2020          | 6 يونيو 2024   |